# Карл-Гайнц Раш
Карл-Гайнц Раш (нім. Karl-Heinz Rasch; 6 квітня 1914, Бремергафен — 12 березня 1945, Північна протока) — німецький офіцер-підводник, капітан-лейтенант крігсмаріне.

## Біографія
В січні 1934 року вступив на флот. З травня 1941 року — командир R-катера 1-ї флотилії. В лютому-серпні 1943 року пройшов курс підводника, в серпні-вересні — курс командира підводного човна. З 3 листопада 1943 року — командир підводного човна U-296, на якому здійснив 3 походи (разом 110 днів у морі). 12 березня 1945 року U-296 був потоплений підводною міною з британського мінного поля Т1 або Т2. Всі 42 члени екіпажу загинули.

## Звання
- Оберфенріх-цур-зее (1 березня 1941)
- Оберлейтенант-цур-зее (1 липня 1942)
- Капітан-лейтенант (1 березня 1945)

## Нагороди
- Медаль «За вислугу років у Вермахті» 4-го класу (4 роки)
- Іспанський хрест в бронзі з мечами (6 червня 1939)
- Нагрудний знак мінних тральщиків (11 серпня 1940)
- Залізний хрест
  - 2-го класу (1 грудня 1940)
  - 1-го класу (14 серпня 1942)
- Нагрудний знак підводника (7 жовтня 1944)
- Фронтова планка підводника в бронзі (29 грудня 1944)